# جون ويت راندال
جون ويت راندال (بالإنجليزية: John Witt Randall)‏ هو عالم قشريات ‏ وعالم حشرات وشاعر أمريكي، ولد في 13 نوفمبر 1813 في بوسطن في الولايات المتحدة، وتوفي في 25 يناير 1892.